# Pteraster hastatus
Pteraster hastatus is een zeester uit de familie Pterasteridae.
De wetenschappelijke naam van de soort werd in 1913 gepubliceerd door Theodor Mortensen.